# Tapetum lucidum

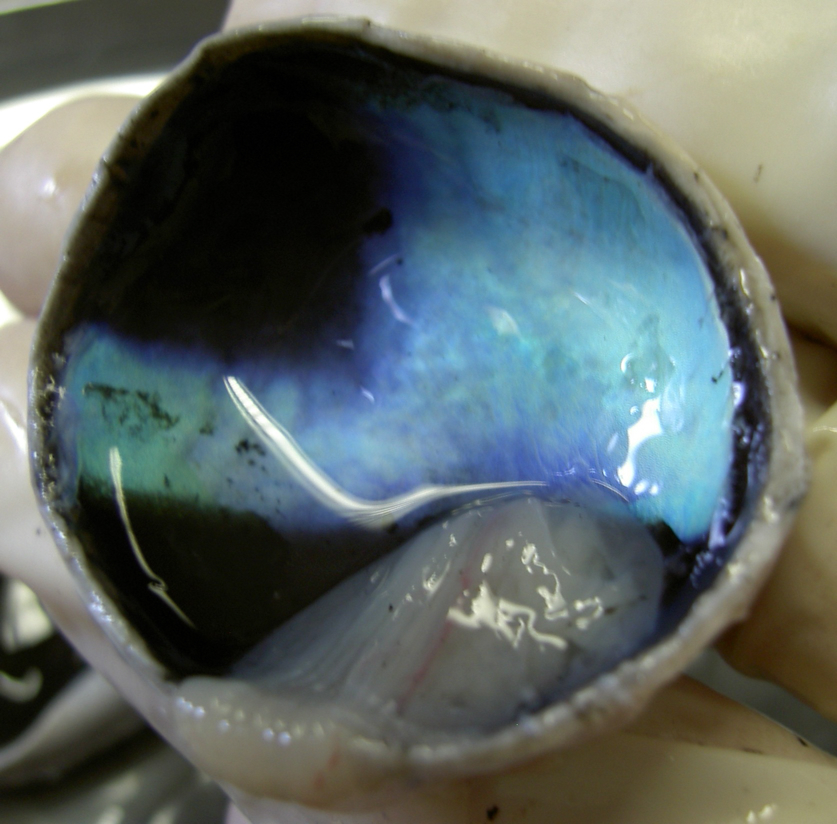
Tapetum lucidum d'un œil de veau (la rétine est le morceau qui pend).

Le tapetum lucidum (locution latine signifiant « tapis luisant »), également appelé en français « tapis clair », est une couche réfléchissante située au fond de l'œil, et qui peut plus précisément être localisée sur la choroïde, immédiatement à l'arrière de la rétine.
Les tapis clairs situés sur la choroïde sont dits tapis choroïdiens, et on distingue les tapis choroïdiens cellulaires (tapetum cellulosum) et les tapis choroïdiens fibreux (tapetum fibrosum), selon que les éléments réfléchissants sont ou non de nature cellulaire. Les tapis clairs formés d'éléments situés dans la rétine sont qualifiés de rétiniens.
Les yeux de nombreux vertébrés possèdent un tapis clair. Il permet d'augmenter, par réflexion, la quantité de lumière captée par la rétine, donc la sensibilité de l'œil à la lumière.

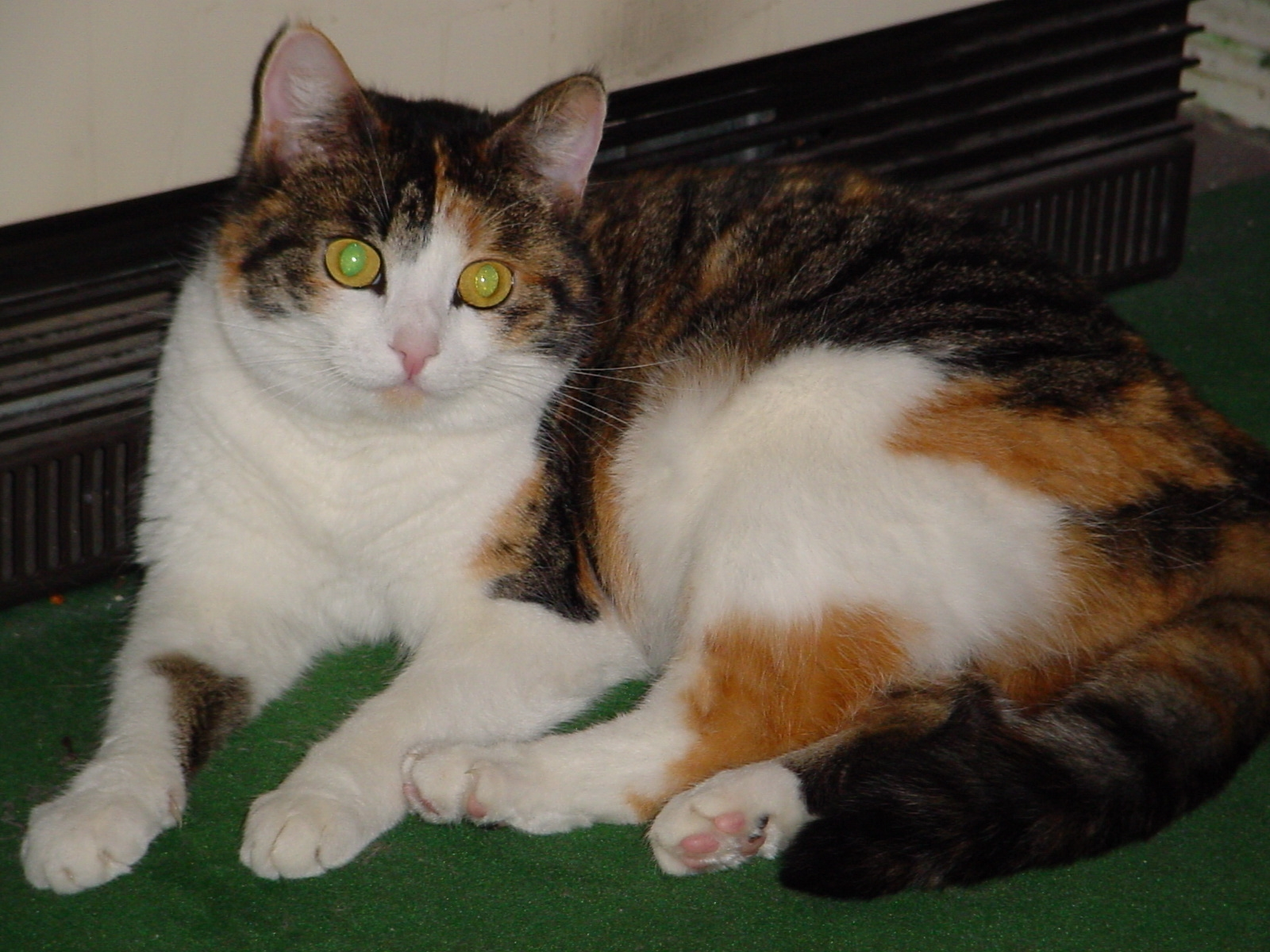
Réflexion de couleur verte par le tapetum lucidum du chat.

La vision sous faible luminosité est améliorée, mais l'image perçue peut s'en trouver troublée par un effet d'interférences entre la lumière incidente et la lumière réfléchie. Les animaux dotés d'un tapetum lucidum se trouvent donc essentiellement parmi les espèces nocturnes ou cathémérales, comme la majorité des primates strepsirrhiniens (galagos, loris, aye-aye, lépilémur...), ainsi qu'un grand nombre de mammifères comme les chats, les chiens, les cerfs, les grands dauphins...
Le phénomène de réflexion sur le tapetum lucidum est couramment (mais improprement sur le plan scientifique) appelé « yeux phosphorescents ».
Les humains ne possèdent pas dans leurs yeux de tapetum lucidum et leur vision nocturne est médiocre. L'effet des yeux rouges sur les photographies est simplement dû à la réflexion de la lumière du flash sur la rétine. La rétine étant transparente, elle laisse entrevoir la choroïde qui est richement vascularisée et dont la couleur est rouge. En revanche, chez les animaux possédant un tapetum lucidum la réflexion de la lumière du flash fait apparaître sur les photographies des yeux étrangement brillants dans une large gamme de couleurs dont le bleu, le vert, le jaune et le rose.
Le tapetum fonctionne à peu près sur les mêmes principes d'interférences que les films optiques ou que d'autres systèmes biologiques réfléchissants, par exemple ceux des ailes de certains papillons comme le morpho bleu. Cependant il existe selon les espèces différents types d'organisation structurelle des tissus qui induisent différents mécanismes optiques.
On distingue notamment :

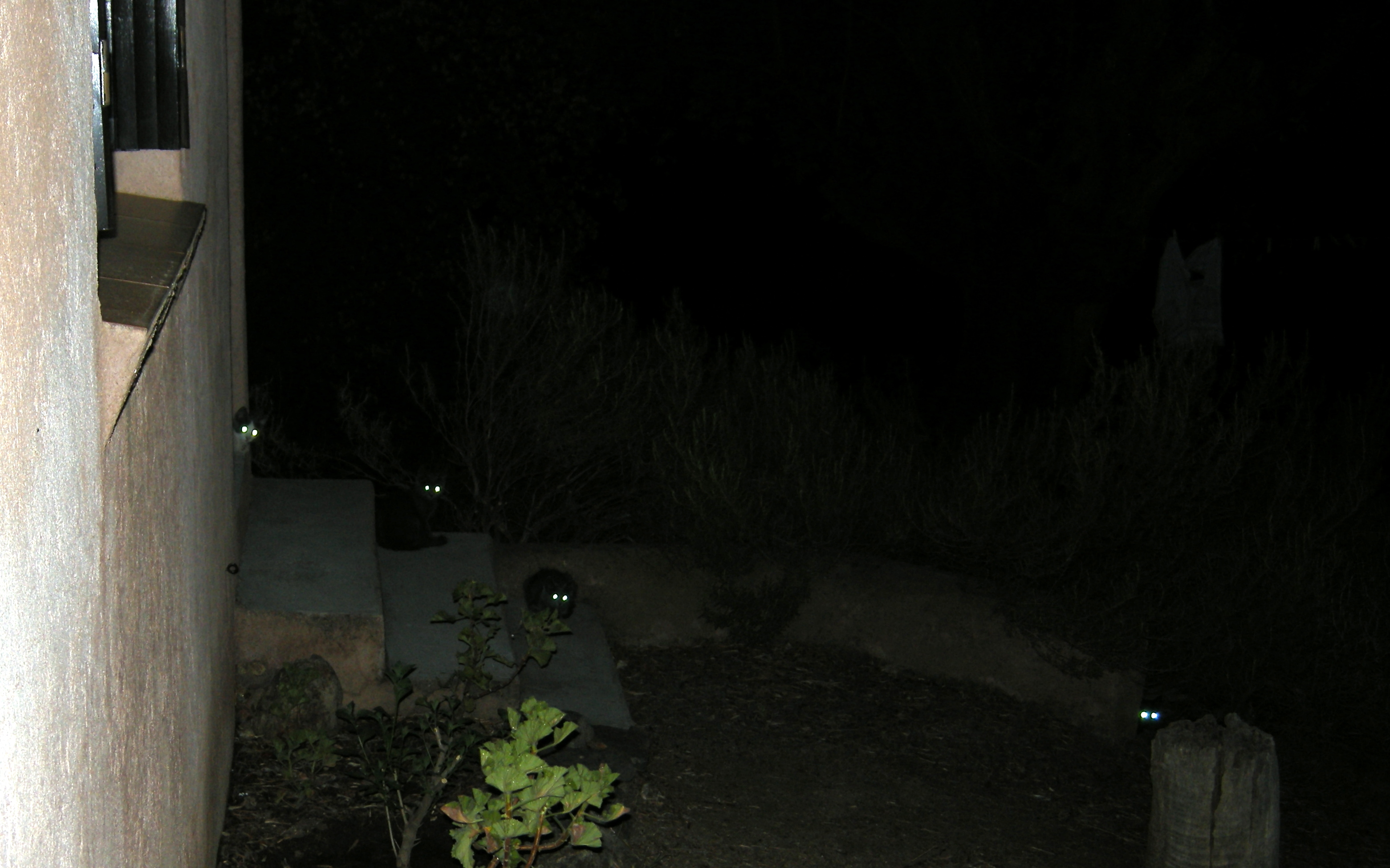
Réflexion de la lumière sur le tapetum lucidum de quatre chatons dans le noir

- le tapetum rétinien chez les téléostéens, les crocodiles, les marsupiaux et les chauves-souris frugivores,
- le tapetum choroïdien à cristaux de guanine chez les requins et les raies,
- le tapetum cellulosum choroïdien chez les primates, les carnivores, les rongeurs et les cétacés,
- le tapetum fibrosum choroïdien chez les vaches, les moutons, les chèvres et les chevaux.

Cette réflexion de la lumière permet notamment le comptage de nuit de nombreux animaux à des fins scientifiques ou cynégétique.